# دونالد تي كامبل
دونالد توماس كامبل (بالإنجليزية: Donald T. Campbell)‏ (20 نوفمبر 1916 – 5 مايو 1996) عالم اجتماع أمريكي. اشتهر بعمله في المنهجية. نحَت مصطلح «الإبستيمولوجيا التطورية» وطوّر نظريةً انتقائية في الإبداع البشري. في استطلاع للرأي أجرته دورية ريفيو أوف جينيرال سيكولوجي عام 2002، صُنّف كامبل في المرتبة الـ 33 كأكثر عالم نفس استُشهد به في القرن العشرين.

## سيرة حياته
وُلد كامبل في عام 1916 وأتم تعلميه الجامعي في علم النفس في جامعة كاليفورنيا، بيركيلي، حيث تخرّج هو وشقيقته، فاييت، في المرتبة الأولى والثانية على التوالي، في فئتهما عام 1939.
بعد الخدمة في احتياط البحرية الأمريكية خلال الحرب العالمية الثانية، نال دكتوراه في علم النفس عام 1947 من جامعة كاليفورنيا، بيركلي. شغَل لاحقًا مناصب في جامعات ولاية أوهايو وشيكاغو ونورثويسترن وليهاي.
درّس في جامعة ليهاي، التي أنشأت جوائز دونالد ت. كامبل للأبحاث في العلوم الاجتماعية. قبل ذلك كان يعمل في كلية مدرسة ماكسويل لجامعة سيراكيوز، 1979-1982، وجامعة نورثويسترن منذ عام 1953 حتى عام 1973. وألقى محاضرات ويليام جيمس في جامعة هارفرد عام 1977. في يونيو 1981، وبينما كان يعمل مع أليكساندر روزنبرغ، نظّم كامبل مؤتمرًا دوليًا عُقد في كازانوفيا، نيويورك، لإعداد برنامج ما سمّاه «علم الاجتماع الملائم للعلم إبستيمولوجيًا» (ERRES). وفقًا لرواية كامبل نفسه، كان هذا المشروع قبل أوانه على أقل تقدير. 
انتُخب كامبل لمنصب في الاكاديمية الوطنية للعلوم عام 1973. وشغَل في عام 1975 منصب رئيس رابطة علم النفس الأمريكية.
من بين درجات الشرف الأخرى، تلقّى جائزة رابطة علم النفس الأمريكية للمساهمة العلمية المميزة وجائزة المساهمة المميزة في البحث التعليمي من رابطة الأبحاث الأمريكية التعليمية وشهادات فخرية من جامعات ميشيغان وفلوريدا وشيكاغو وكاليفورنيا الجنوبية.

## عمله
كان لكامبل مساهماتٍ في فروع معرفية عديدة، من بينها علم النفس وعلم الاجتماع والأنتروبولوجيا والبيولوجيا والإحصاء والفلسفة.
كان اهتمامه الرئيسي خلال مسيرته دراسة المعرفة الزائفة والتحيزات والأحكام المسبقة وكيفية ارتباطها بمسائل تتراوح بين العلاقات بين الأعراق والأفرع المعرفية الأكاديمية إذ احتُفظ بالنظريات الخاطئة من قبل أصحاب المصالح الخاصة.

### مصفوفة متعددة التقينات-متعددة الطرائق
حاجج كامبل أن الاستعمال الدقيق لمقاربات عديدة، كل منها مع عيوبها الخاصة لكن القابلة للقياس، كان مطلوبًا لتصميم مشاريع أبحاث موثوقة ولضمان صدق تمييزي وتقاربي. كانت ورقة «الصدق التمييزي والتقاربي عبر مصفوفة متعددة التقنيات ومتعددة الطرائق» التي كتبها رفقة دونالد دبليو. فيسك لتقديم هذه الأطروحة إحدى أكثر الأوراق المستشهَد بها في آداب العلوم الاجتماعية.

### التباين الأعمى والاحتفاظ الانتقائي
التباين الأعمى والاحتفاظ الانتقائي (BSVR) هي عبارة طرحها كامبل لوصف المبدأ الأساسي والأشد أهمية في التطور الثقافي. في السيبرنيطيقا، يُنظر إليه كمبدأ لوصف التغير في النظم التطورية على وجه الإجمال، لا فقط في الكائنات الحية البيولوجية. على سبيل المثال، يمكن تطبيقه أيضًا على الاكتشافات العلمية والتطور الميمي والبرمجة الوراثية. وبذلك يشكل أساسًا لما وُصف في ما بعد بالداروينية الكونية.

### الإبستيمولوجيا التطورية
بتطبيقه مبدأ BSVR على تطور المعرفة، أسّس كامبل مجال الإبستيمولوجيا التطورية. يمكن النظر إلى هذا كتعميم لفلسفة كارل بوبر في العلم، التي تصوِّر تطوُّر النظريات الجديدة بأنها عملية طرح تخميناتٍ (تباين أعمى) يتبعها دحض (حذف انتقائي) لتلك التخمينات التي فُنّدت تجريبيًا. أضاف كامبل أن المنطق ذاته للتباين الأعمى والحذف\الاحتفاظ الانتقائي يشكل أساس جميع العمليات المعرفية، لا فقط العمليات العلمية. وبناء على ذلك، تفسر آلية BSVR الإبداع، غير أنها تفسر أيضًا تطور المعرفة الغريزية، وتطوُّر قدراتنا الإدراكية على وجه الإجمال.